# Tracy Glacier
Tracy Glacier är en glaciär i Antarktis. Den ligger i Östantarktis. Australien gör anspråk på området. Tracy Glacier ligger 19 meter över havet.
Terrängen runt Tracy Glacier är platt åt nordväst, men åt sydost är den kuperad. Trakten är obefolkad. Det finns inga samhällen i närheten.